# HD 95808
HD 95808，又名BD-10 3184，SAO 156421、HR 4305，是一颗恒星，视星等为5.5，位于銀經265.03，銀緯43.47，其B1900.0坐标为赤經10h 58m 14.7s，赤緯-10° 43.47′ 44″。